# Grezzana
Grezzana ist eine Stadt mit 10.653 Einwohnern (Stand am 28. Februar 2007) in der Provinz Verona in der italienischen Region Venetien.
Grezzana liegt 13 km nördlich von Verona. Die Nachbargemeinden sind Bosco Chiesanuova, Cerro Veronese, Erbezzo, Negrar, Roverè Veronese, Sant’Anna d’Alfaedo und Verona.
In Grezzana gehören marmorverarbeitende Betriebe sowie Olivenöl- und Weinproduzenten zu den wichtigsten Arbeitgebern. Der exklusive Olivenöl- und Weinproduzent „Redoro SRL-Frantoi Veneti“ hat hier seinen Stammsitz.
Die Gemeinde Grezzana unterhält mit der rheinhessischen Gemeinde Bodenheim eine Städtepartnerschaft.
Die Villa Arvedi im Ortsteil Cuzzano wurde Mitte des 17. Jahrhunderts anstelle einer Scaliger-Burg für die Veroneser Familie Allegri erbaut und 1824 durch die Trienter Familie Arvedi erworben, die sie heute für Konferenzen, Hochzeiten etc. vermietet.

## Einzelnachweise

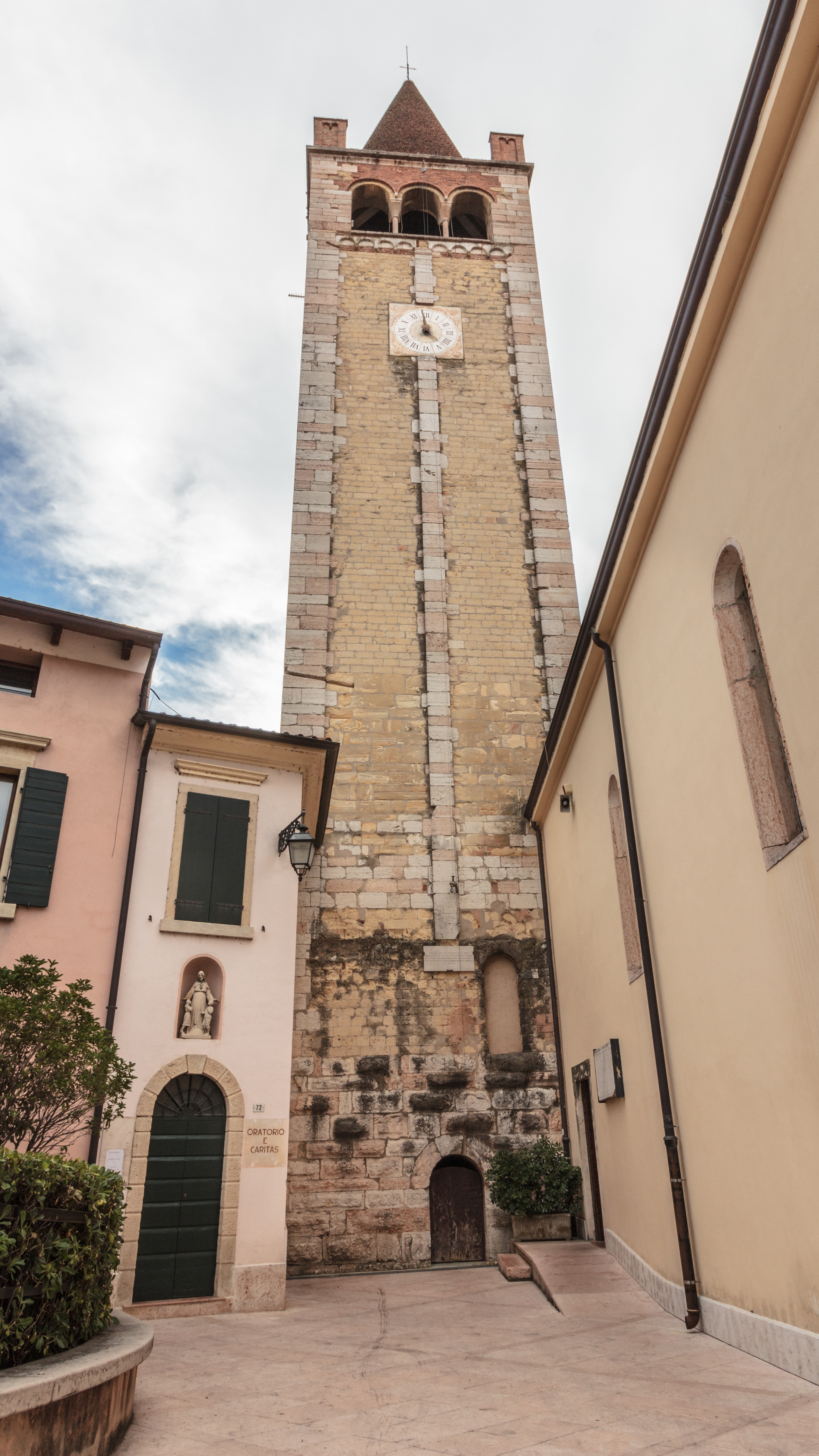
Campanile der Kirche Santa Maria ed Elisabetta, Grezzana
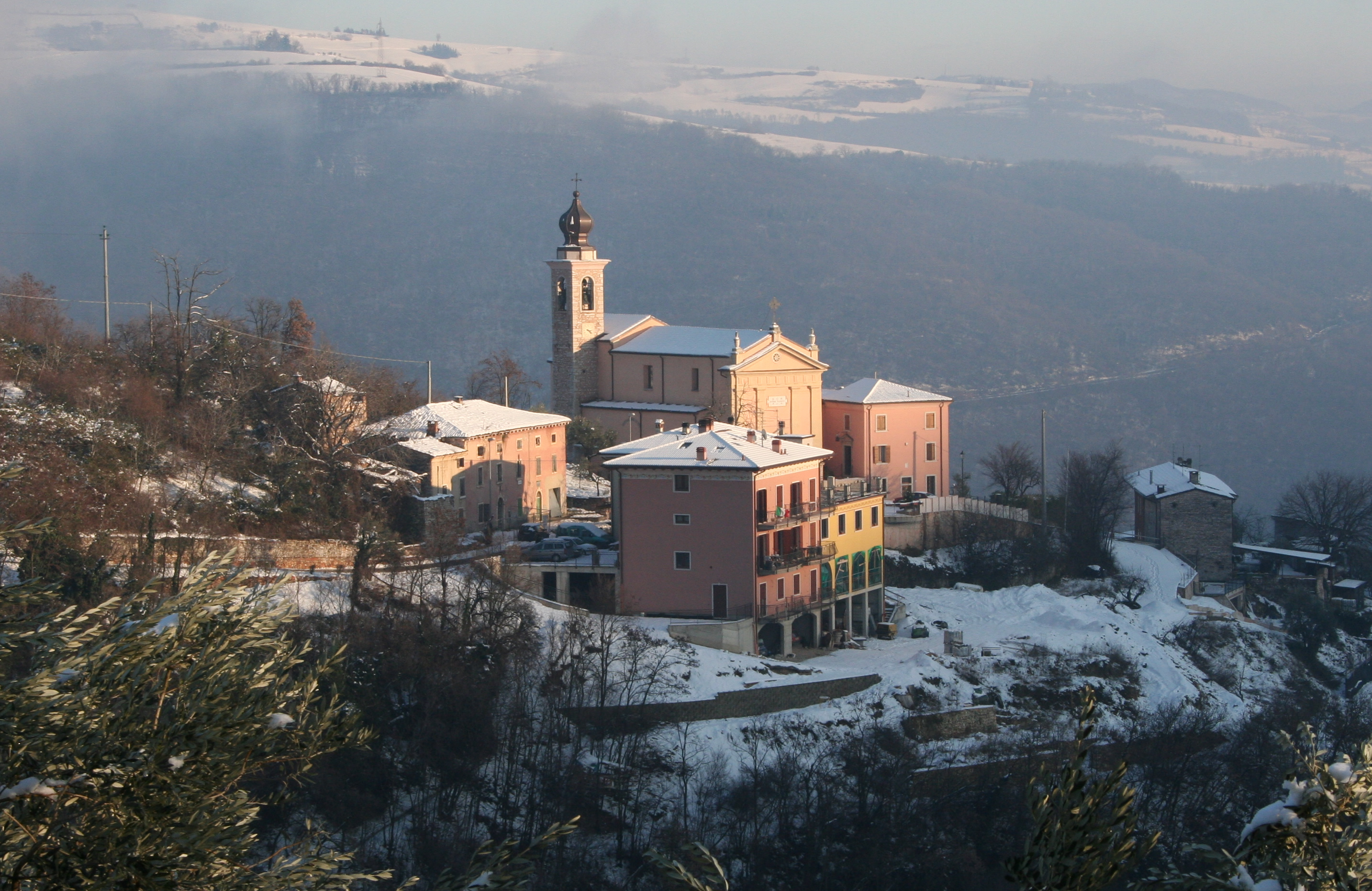
Ortsteil Alcenago
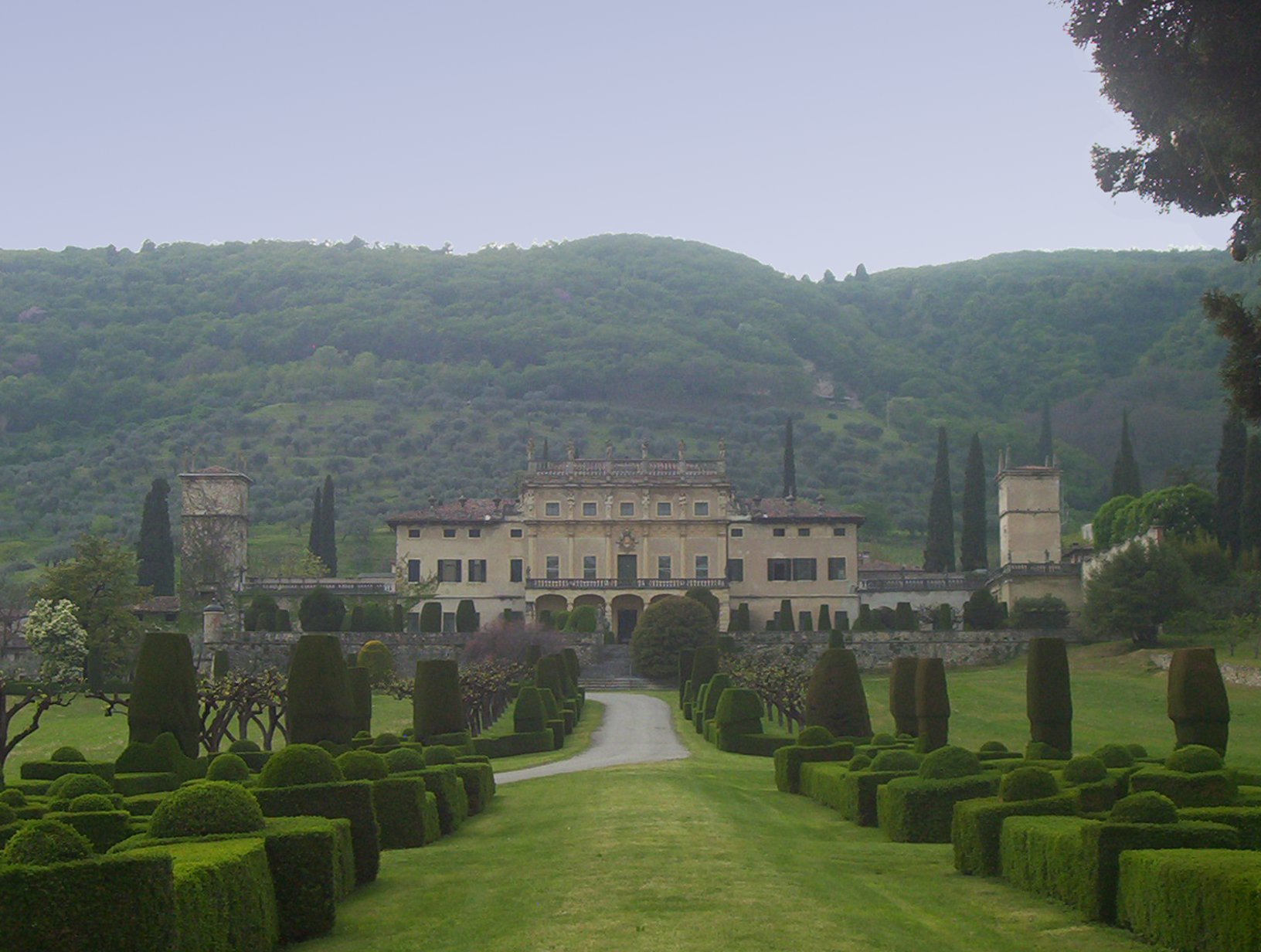
Villa Arvedi, Cuzzano

## Persönlichkeiten
- Mauro Daccordi (* 1946), Entomologe